# Arsenal de la Carraca

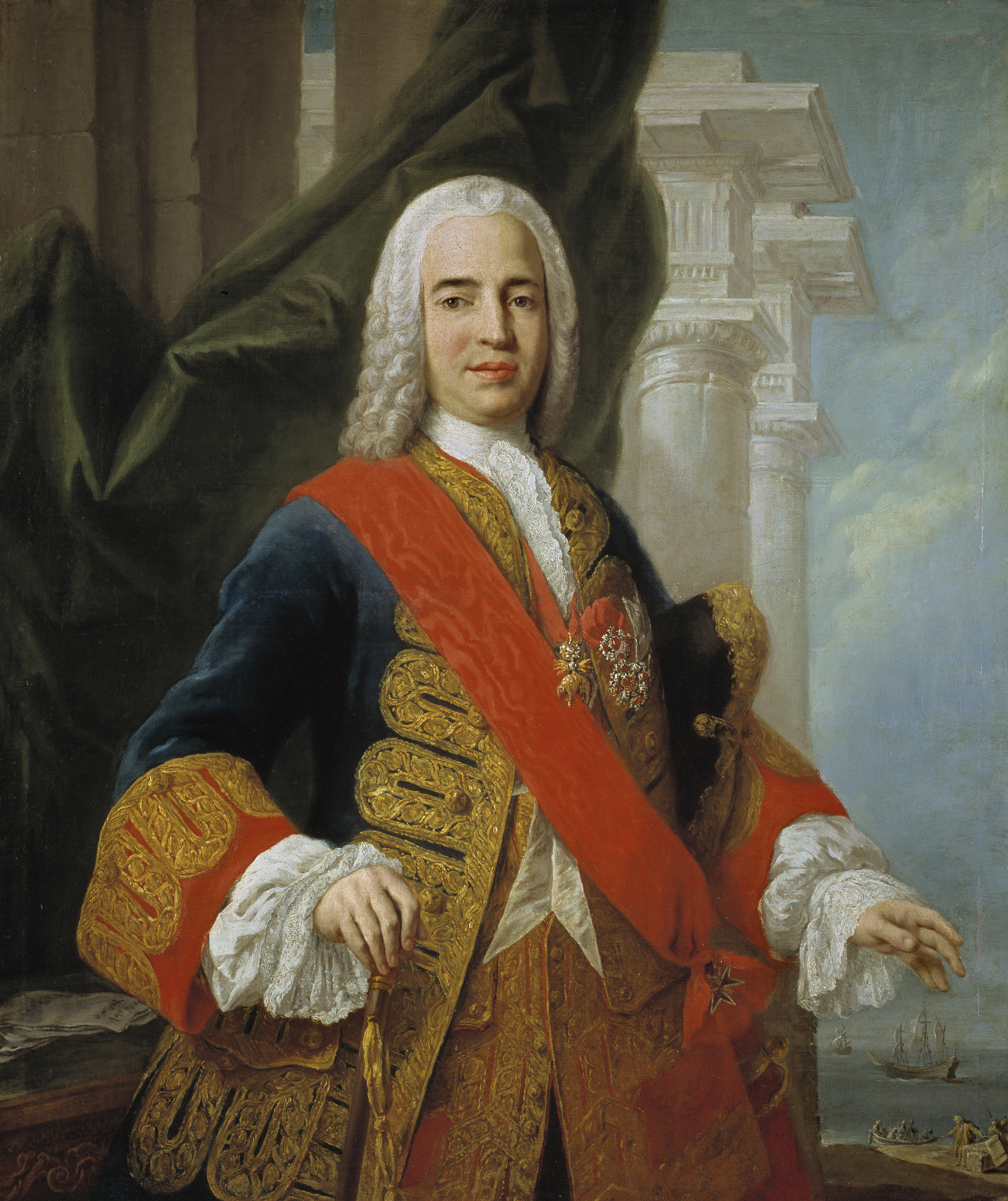
Zenón de Somodevilla y Bengoechea, markiz Ensenada

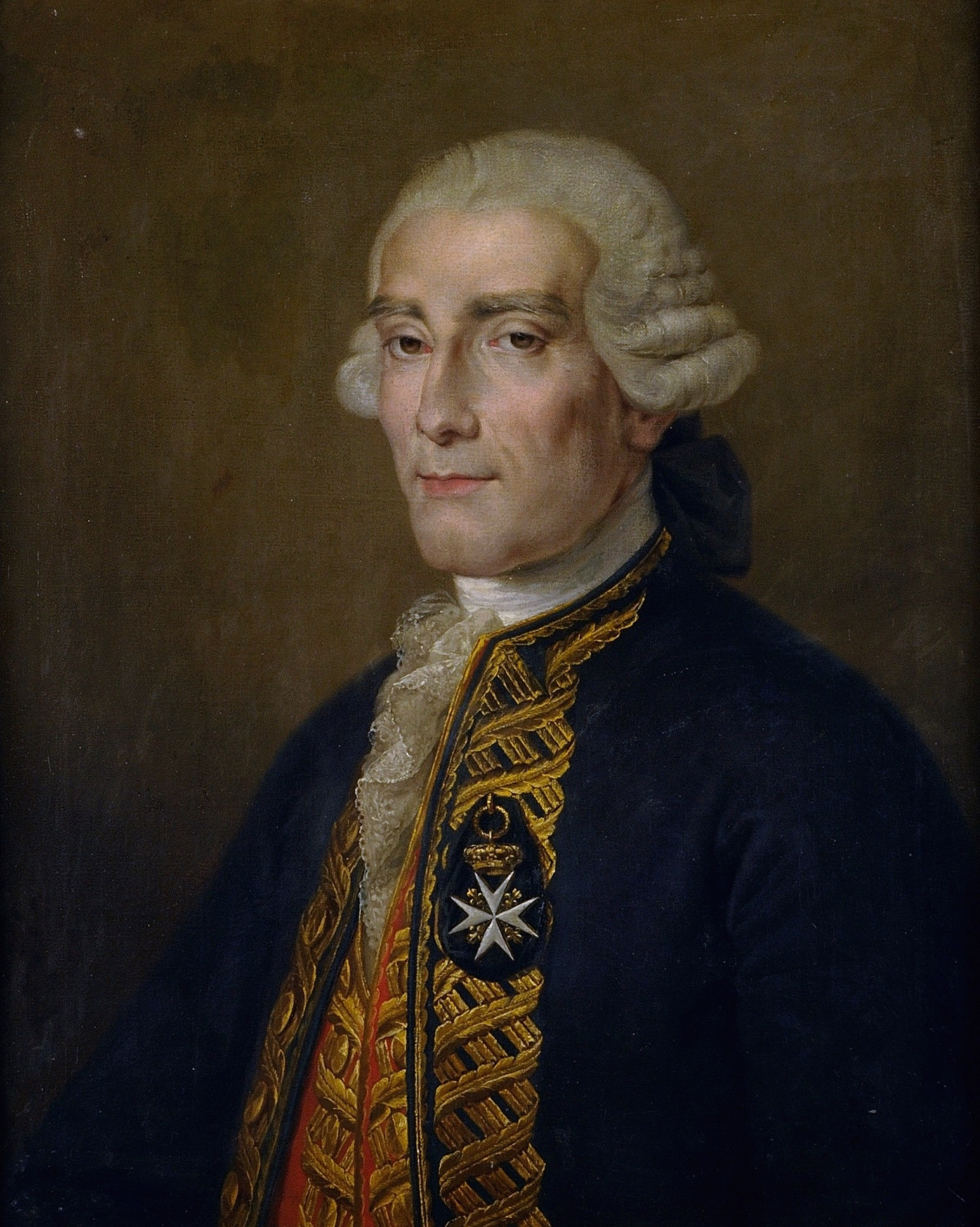
Jorge Juan y Santacilia

Arsenal de la Carraca – w 1717 roku polityk hiszpański José Patiño został intendentem floty, reorganizowanej na wzór francuski. Patiño założył w Kadyksie (1717) nowe centrum dowodzenia flotą wojenną, które nazwano Arsenal de la Carraca.
Był to nie tylko „arsenał” morski lecz również ośrodek badań nad unowocześnianiem floty. W roku 1729 król Hiszpanii Filip V Burbon obserwował wodowanie potężnego okrętu nowego typu: Hércules.
W roku 1752 mimo ogromnych trudności rozpoczęto w „arsenale” konstrukcję okrętów nowego typu. Prace nadzorował hiszpański marynarz i uczony Jorge Juan y Santacilia. Ówczesny minister Zenón de Somodevilla y Bengoechea, markiz Ensenada chciał uczynić arsenał fundamentem swej agresywnej polityki zagranicznej, która miała spowodować odzyskanie przez Królestwo Hiszpanii statusu międzynarodowej potęgi militarnej.
Produkcja jednak pełną parą ruszyła dopiero w latach 1784 i 1785; w bazie wodowano okręty typu: Hércules, Aquiles i África.
W XIX i XX wieku baza podupadła.
San Fernando (Hiszpania)